# 260601 Wesselényi
260601 Wesselényi è un asteroide della fascia principale. Scoperto nel 2005, presenta un'orbita caratterizzata da un semiasse maggiore pari a 2,2050685 UA e da un'eccentricità di 0,0959813, inclinata di 3,02976° rispetto all'eclittica.